# Duridrilus kimi
Duridrilus kimi is een ringworm uit de familie van de Naididae. De wetenschappelijke naam van de soort is voor het eerst geldig gepubliceerd in 1993 door Erséus.